# 瓦夫卡維斯克戰役
瓦夫卡維斯克戰役發生於1812年11月14日至16日，是法俄戰爭中的一場戰役，施瓦岑貝格親王率領的由奧地利、薩克森和法國士兵組成的聯合部隊擊敗了奧斯金-薩肯率領的俄羅斯軍隊。
奧斯金-薩肯於11月14日占領瓦夫卡維斯克並擊退了讓·雷尼爾的部隊，但無法徹底擊敗敵軍。施瓦岑貝格於11月15日將部隊向瓦夫卡維斯克進軍，除了保護斯洛尼姆的6,500人。11月16日，聯軍襲擊了薩肯的軍隊，使得他最終向布列斯特撤退。

## 註腳
1. 1 2 3 4 5  Bodart 1908，第443頁.
2. ↑  Riehn 1990，第365-366頁.